# Máza
Máza é um município da Hungria, situado no condado de Baranya. Tem 10,69 km² de área e sua população em 2019 foi estimada em 1.138 habitantes.